# Jinan v Lužánkách
Jinan v Lužánkách je památný strom, který roste v parku Lužánky v Brně. Jinan je pozoruhodný především svojí netypicky větvenou korunou.

## Základní údaje
- název: Jinan v Lužánkách, Jinan vedle budovy CVČ Lužánky[1]
- výška: 14,9 m (2010)[1]
- obvod: 362 cm (2010)[1]
- věk: ?
- sanace: ne

## Stav stromu a údržba
Památným stromem byl vyhlášený roku 2010, ale již před tímto datem byla stromu věnována zvýšená pozornost. Podle posudku vypracovaného AOPK ČR se strom vyznačuje mohutnou, zajímavě větvenou korunou. Habitem a exotickým původem zvyšuje estetický a druhový potenciál parku a jako strom vysazovaný ve chrámových zahradách na dálném východě má i duchovní hodnotu. Na základě těchto důvodů byl doporučen k oficiálnímu vyhlášení.
Strom má nízko nasazenou korunu, která láká ke šplhání. Na základě dohody s příspěvkovou organizací Veřejná zeleň města Brna bylo v době vyhlášení rozhodnuto umístit kolem stromu nízký plůtek, jehož účelem je částečná eliminace počtu šplhajících osob a tudíž prevence mechanického poškozování kmene.

## Další zajímavosti
Jinan měl být zahrnut v pořadu České televize Paměť stromů, konkrétně v dílu číslo 13, Nejen duby, buky a lípy. Z důvodu omezené stopáže ale (společně s vrbou bílou, habrem a platanem) musel být vynechán.

## Památné a významné stromy v okolí
V parku roste ještě další exemplář jinanu dvoulaločného, který není vyhlášen památným stromem (chráněný je celý park). V sobotu 22. října 2011 u příležitosti Dne stromů zasadil slavnostně český herec Jan Budař v parku Lužánky strom.
- Uherský dub
- Vrba v Lužánkách
- Královopolský buk (červenolistý)